# Ајако Китамото
Ајако Китамото (јап. 北本 綾子; 22. јун 1983) бивша је јапанска фудбалерка.

## Репрезентација
За репрезентацију Јапана дебитовала је 2004. године. За тај тим одиграла је 17 утакмица и постигла је 4 гола.

## Статистика
| Јапан  | Јапан | Јапан |
| Год.   | Ута.  | Гол.  |
| ------ | ----- | ----- |
| 2004   | 2     | 3     |
| 2005   | 4     | 0     |
| 2006   | 0     | 0     |
| 2007   | 1     | 0     |
| 2008   | 2     | 0     |
| 2009   | 3     | 0     |
| 2010   | 5     | 1     |
| Укупно | 17    | 4     |